# Zerene eurydice
Zerene eurydice is een vlindersoort uit de familie van de Pieridae (witjes), onderfamilie Coliadinae.
De soort komt voor in Californië en in het noorden van Neder-Californië.
Zerene eurydice werd in 1855 beschreven door Boisduval.